# Zhaoqing
Zhaoqing (chiń. 肇庆; pinyin Zhàoqìng) – miasto o statusie prefektury miejskiej w południowych Chinach, w prowincji Guangdong. W 2010 roku liczba mieszkańców miasta wynosiła 405 243. Prefektura miejska w 1999 roku liczyła 3 812 682 mieszkańców.